# Indramayu
Indramayu – miasto w Indonezji na północno-zachodnim wybrzeżu Jawy w prowincji Jawa Zachodnia.